# Eurodance
Eurodance (cunoscut și ca Euro-NRG, Euro house sau prescurtat Euro) este un gen de muzică electronică, ce a apărut în anii 1990 în Europa, având ca origini stilul Disco și House. De asemenea, numeroase elemente Rap se regăsesc în marea majoritate a cântecelor. Datorită popularității uriașe pe care Eurodance-ul a avut-o în anii 1990, se poate spune că toată muzica Pop europeană de la acea vreme era în mare parte Eurodance.
Muzica eurodance este caracterizată de un ritm antrenant, folosirea de sunete sintetizate electronic, voce feminină atractivă, sunete bass și pasaje rap.

## Definiție
La sfârșitul anilor 1980, muzica Disco produsă în Europa căpăta influențe House. Sunetul astfel creat, duce la apariția unui nou mod de a petrece și a lua parte la o serată dansantă. Proiecte muzicale precum  Bad Boys Blue, Blue System, C.C.Catch, Fancy, Milli Vanilli, Modern Talking devin extrem de cunoscute peste tot în lume. În Japonia și SUA, acest nou gen de muzică europeană este comercializat sub acronimul de „Eurodance”.
Prin piesă Eurodance se înțelege un cântec cu o melodie captivantă, creată prin sintetizare electronică a instrumentelor muzicale, o percuție simplă cu un ritm dansant în jurul valorii de 135 BPM, voce feminină puternică și atractivă, concomitent cu multe elemente Rap.
În ziua de azi, termenul „Eurodance” nu mai poate fi asociat exclusiv cu producții europene; acest gen de muzică răspândindu-se în afara Europei, mai ales în Japonia și America Latină. În prezent în Japonia, Eurodance apare sub o formă modificată din punct de vedera a tempo-ului (un tempo mult mai ridicat decât 135 BPM), având denumirea de Eurobeat.

## Caracteristici generale

### Voce
Cântecele Eurodance sunt pozitive, iar versurile se referă la pace, iubire, dans și petreceri sau descriu trecerea peste momente emoționale dificile. Versurile cântecelor ce au atins un nivel de popularitate mondial sunt adesea în limba engleză, indiferent de naționalitatea artiștilor. Totuși, o parte dintre artiști au publicat și versiuni ale cântecelor în limba lor maternă (de ex. „Vi sitter i Ventrilo och spelar DotA” de Basshunter, „Dragostea din tei” de O-Zone) bucurându-se de același nivel de popularitate ca și variantele în engleză.
Nenumărate cântece conțin o abundență de versete Rap. Acest lucru fiind o caracteristică majoră a Eurodance-ului. O puternică voce feminină, ce menține linia melodică a cântecului, este acompaniată de pasaje Rap masculin ce intensifică ritmul (de ex.  „Coco Jambo”  a lui Mr. President).
O altă caracteristică a genului este faptul că asupra vocalelor nu se aplica mai niciodată efecte sonore, cum ar fi de ex. schimbarea tonalității sau robotizarea vocii. Până și vocalelor mai pițigăiate (de ex. Lene Grawford Nystrøm din cântecul „Barbie Girl” de Aqua) nu li s-au aplicat efecte.

### Ritm
Ritmul este în general simplu, având o metrică de 4/4. Tempo-ul cântecului se situează deseori în jurul valorii de 135 bătăi pe minut. Instrumentele de percuție (marimba, tamburină, țambal, tobă, xilofon și altele) sunt sintetizate electronic. Sintetizatoare precum Roland TR 909, Korg ER-1, sau instrumente virtuale (VST Instruments), fiind folosite pentru producerea lor.
Linia de bass este de asemenea creată prin sintetizare electronică a instrumentului, care poate fi chitară, trompetă, contrabas, pian, etc. Tonalitatea sunetului produs de instrumentul de bass se situează intre 180–320 Hz. Bass-ul lasa impresia de galopare, iar urechea umană percepe sunetul ca un tropăit continuu. Sunetul bass-ului este asemănător sunetului produs de un cal galopând. Acest sunet este principalul factor care-l face pe ascultător să se miște, să danseze.

### Melodie
Piesele Eurodance pun foarte mult accent pe melodie, atât vocal cât și instrumental. Pe lângă numeroase contribuții vocale, se folosesc foarte des arpegiile. Aceasta fiind o altă caracteristică importantă a Eurodance-ului, ce îl separă de Hi-NRG.
Instrumentul principal este sintetizatorul care poate fi, fie unul dedicat de genul Yamaha SY77, fie un program de calculator cum ar fi Fruity Loops. Ambele tipuri pot sintetiza o sumedenie de sunete. Cel mai frecvent fiind produse tonalități în spectrul pianului, fluierului, orgii și a vioarei. Chitara fiind rar folosită ca instrument melodic principal. Totuși excepții există în artiști cu pregătire rock, cum ar fi de ex. E-Type.
Asemănător stilului Latin Freestyle, melodiile Eurodance sunt adeseori foarte complicate. Multe din ele fiind aproape imposibil de interpretat manual. De acea se folosesc dispozitive speciale, cum ar fi sequencer-uri sau programe de calculator, pentru a face aranjamentul notelor muzicale.  Linia melodică este scrisă, fie în gamele major dacă se dorește ca piesa să dea un sentiment de bucurie, fie în gamele minor dacă se dorește un mesaj de calm, dragoste, melancolie sau tristețe.
Multe cântece conțin o linie melodică secundară care alternează cu prima. Acest lucru având loc frecvent după primul refren. Cele două lini melodice sunt redate prin instrumente diferite (de ex. sunet de pian în octavă III, respectiv fluier ce are o tonalitate ridicată, undeva prin octavă VI). Melodiile pot urma aceeași gamă a tonalităților sau pot varia concomitent intre gamele minor și major.
De regulă, la fiecare 32 de bătăi are loc o schimbare semnificativă a sunetului. Fie se schimbă instrumentul principal cu cel din linia melodică secundară, fie se adauga linia melodică secundară peste cea principală, fie se elimină instrumente, fie se adauga vocale, efecte spațiale, etc. În general are loc o schimbare pe care ascultătorul o poate prezice.

## Afacerea Eurodance
Cântecele Eurodance au atins deseori statut de aur, platină sau multi-platina (de ex. „What is love” de Haddaway). Însă acest lucru nu se poate spune și despre albume complete ale multor artiști. În general se promova intens un singur cântec din album, iar restul pieselor rămâneau obscure publicului.
De multe ori artiștii, managerii și producătorii nu erau suficient de carismatici și schimbau frecvent denumirea trupei. Adesea se ajungea ca o anume persoană să fie implicată într-un șir de proiecte (de ex. Lyane Leigh activând E-Rotic, S.E.X. Appeal, Missing Heart). De asemenea, numeroși artiști erau „închiriați” de producător pentru a contribui cu două sau trei strofe într-o anumită piesă, după care erau lăsați liberi de contract.
Principalele zone ale Europei din care s-au lansat numeroase proiecte muzicale ce au atins un nivel mare de popularitate sunt: Germania, Suedia, Finlanda, Italia, Spania, Croația, Polonia și Rusia. În general, țările vorbitoare de limbi germanice au contribuit cu cele mai multe proiecte. În jur de 5000 melodii au fost produse în decursul anilor 1990.

### În România
Multe din piesele apărute în România în perioada 1990-2000 pot fi catalogate ca aparținând genului Eurodance. Printre grupuri și artiști ce au adoptat un sunet Eurodance se enumeră: 3rei Sud Est, AS XX, Andre, Genius, K1.

## Grupuri, soliști și proiecte remarcate

### Anii 1990
2 Raff, 2 Unlimited, Ace of Base, Alexia, Aqua, Backstreet Boys, Blue System, C.C. Catch, Corona, Culture Beat, DJ BoBo, Dr. Alban, E-Rotic, E-Type, Fun Factory, Ice MC, Masterboy, Mr. President, Modern Talking, Real McCoy, Scooter, Snap!, 2 Brothers on the 4th floor.

### Anii 2000
Basic Element, Basshunter, beFour, Günther and the Sunshine Girls, Lasgo, Milk Inc, O-Zone.